# Lars Wikborg
 Der er for få eller ingen kildehenvisninger i denne artikel, hvilket er et problem. Du kan hjælpe ved at angive troværdige kilder til de påstande, som fremføres i artiklen.

Lars Wikborg (født 1972) er en dansk journalist, uddannet 2001 fra Danmarks Journalisthøjskole. Han blev derefter ansat på Berlingske Medias gratisavis Urban og skiftede i 2007 til avisen 24timers gruppe for undersøgende journalistik. I 2009 ansat på DR2 som journalist og vært på rejseprogrammet Langt Ude I Danmark. 
Lars Wikborg afslørede i 2004 en sikkerhedsbrist i Københavns Lufthavn, da han påviste, hvor let man kan bringe knive fra restauranter i afgangshallen med ud i flyene. Sagen nåede i 2007 til Højesteret, der på grund af historiens væsentlighed undlod at straffe ham. Lars Wikborg blev i 2004 indstillet til Cavling-prisen for afsløringen.
I 2007 afslørede han igen en sikkerhedshedbrist i Københavns Lufthavn, da han problemfrit fik en skarp kniv af keramisk materiale gennem metaldetektoren og ud til flyene. Denne sag nåede i 2010 for Østre Landsret, der ligeledes valgte ikke at straffe ham. 
I 2005 blev Lars Wikborg igen indstillet til Cavling-prisen, denne gang for afsløringen af den såkaldte Triple A-bande sammen med Nagieb Khaja.